# The Walking Dead: World Beyond
The Walking Dead: World Beyond is een Amerikaanse televisieserie over een groep tieners die tracht te overleven in een wereld vol zombies. De serie is een spin-off van de series The Walking Dead en Fear the Walking Dead.
De eerste aflevering werd in de Verenigde Staten en in Nederland beide op 4 oktober 2020 uitgezonden. 

## Verhaal
De serie speelt zich 10 jaar later af dan de eerste aflevering van The Walking Dead, de wereld die in deze serie getoond wordt leeft dus al ruim tien jaar in een zombie-apocalyps. Het verhaal richt zich op de eerste generatie die volwassen wordt in de zombie-apocalyps en volgt de tweelingzussen Iris en Hope Bennett. De twee zussen verlaten samen met een paar vrienden hun veilige thuisbasis om de wijde wereld in te gaan om hun vader te zoeken.

## Achtergrond
De serie is na Fear the Walking Dead de tweede spin-off serie van The Walking Dead. De serie ging op 4 oktober 2020 in de Verenigde Staten en Nederland van start. Het verhaal van de serie was gecreëerd om over twee seizoenen verteld te worden. De laatste aflevering werd daardoor uitgezonden op 5 december 2021.

### Personages vanuit The Walking Dead
Net als bij de andere spin-off serie Fear the Walking Dead, maakte in deze serie ook personages de overstap van The Walking Dead naar deze serie. In het tweede seizoen kwam het personage Jade Stokes / Anne als hoofdpersonage de serie versterken. In de laatste aflevering van de serie was Dr. Edwin Jenner te zien in een gastrol.

## Rolverdeling

### Hoofdrollen
| Acteur             | Personage                 | Seizoen  | Seizoen  |
| Acteur             | Personage                 | 1        | 2        |
| ------------------ | ------------------------- | -------- | -------- |
| Aliyah Royale      | Iris Bennett              | Hoofdrol | Hoofdrol |
| Alexa Mansour      | Hope Bennett              | Hoofdrol | Hoofdrol |
| Hal Cumpston       | Silas Plaskett            | Hoofdrol | Hoofdrol |
| Nicolas Cantu      | Elton Ortiz               | Hoofdrol | Hoofdrol |
| Nico Tortorella    | Felix Carlucci            | Hoofdrol | Hoofdrol |
| Annet Mahendru     | † Jennifer "Huck" Mallick | Hoofdrol | Hoofdrol |
| Julia Ormond       | Elizabeth Kublek          | Hoofdrol | Hoofdrol |
| Joe Holt           | Leopold "Leo" Bennett     | Bijrol   | Hoofdrol |
| Natalie Gold       | † Lyla Belshaw            | Bijrol   | Hoofdrol |
| Ted Sutherland     | † Percy                   | Bijrol   | Hoofdrol |
| Jelani Alladin     | Will Campbell             | Gastrol  | Hoofdrol |
| Pollyanna McIntosh | Jadis Stokes / Anne       |          | Hoofdrol |

### Terugkerende rollen
| Acteur                | Personage          | Seizoen | Seizoen |
| Acteur                | Personage          | 1       | 2       |
| --------------------- | ------------------ | ------- | ------- |
| Al Calderon           | † Barca            | Bijrol  | Bijrol  |
| Scott Adsit           | † Tony Delmado     | Bijrol  |         |
| Christina Marie Karis | † Kari Bennett     | Bijrol  |         |
| Robert Palmer Watkins | † Frank Newton     | Gastrol | Bijrol  |
| Anna Khaja            | Indira             |         | Bijrol  |
| Maximilian Osinski    | † Dennis Graham    |         | Bijrol  |
| Madelyn Kientz        | Asha               |         | Bijrol  |
| Gissette Valentin     | Diane Pierce       |         | Bijrol  |
| Noah Emmerich         | † Dr. Edwin Jenner |         | Gastrol |